# Blackadder
Blackadder is een Britse televisie-komedie van de BBC met een satirische kijk op de Britse geschiedenis. De serie telt vier seizoenen met in totaal 24 afleveringen. Daarnaast zijn er meerdere speciale afleveringen verschenen.

## Achtergrond

### Series
In totaal zijn er vier series gemaakt. Elke serie speelt zich af in een ander tijdperk in de geschiedenis (beginnend rond 1485 en eindigend in 1917), en alle hebben ze een versie van de antiheld Blackadder in de hoofdrol.
De series zijn:
1. The Black Adder (1983). Speelt in 1485-1498.
2. Blackadder II (1986). Tijd van Elizabeth I (1558-1603).
3. Blackadder the Third (1987). Tijd van George III (eind achttiende, begin negentiende eeuw).
4. Blackadder Goes Forth (1989). Tijdens de Eerste Wereldoorlog tussen 1914 en 1917.

### Productie
De eerste serie werd geschreven door Rowan Atkinson en Richard Curtis. Ze kwamen met het idee een nieuwe serie te maken terwijl ze werkten aan de sitcom Not the Nine O'Clock News. Om te voorkomen dat de serie vergeleken zou worden met Fawlty Towers, besloten ze er een historische sitcom van te maken. Een proefaflevering werd geproduceerd in 1982, waarna toestemming kwam voor een eerste serie van zes afleveringen. Het budget voor de serie was voor een sitcom vrij hoog. Dit stelde de producers in staat om veel buitenopnames te maken, en grote namen in te huren. De meeste opnames vonden plaats bij Alnwick Castle in Northumberland. De serie maakte ook gebruik van paarden en dure decorstukken. De eerste aflevering werd uitgezonden op 15 juni 1983.
De reeks was echter geen groot succes. Daarom was BBC 1 aanvankelijk terughoudend met het geven van het groene licht voor de productie van de tweede reeks. Dat is de reden dat er drie jaar tussen de eerste en tweede reeks zit. Uiteindelijk kreeg Atkinson toestemming voor het maken van een tweede Blackadder-serie, maar hij moest het nu met een veel lager budget doen. Voor de tweede reeks onderging de serie een paar veranderingen. Er kwamen minder locaties, veel minder buitenopnamen, en minder acteurs in voor. De opnames vonden vooral plaats in de studio van BBC Television Centre. Wel kwamen er meer grappen in de serie dankzij de toevoeging van stand-upkomiek Ben Elton aan het schrijversteam. In deze vorm werd Blackadder een succes. Deze formule werd daarom eveneens gehanteerd voor de derde reeks.
Voor de vierde reeks sloeg de serie weer een andere richting in. Zo kreeg de serie een duistere, meer satirische ondertoon en werden de scenario’s realistischer. Tevens grepen de schrijvers het tijdperk van deze serie, de Eerste Wereldoorlog, aan om de reeks een soort anti-oorlog boodschap mee te geven.

## Scenario

### The Black Adder
Dit deel speelt zich af in een alternatieve geschiedenis in de middeleeuwen, waarbij wordt beweerd dat het tegendeel waar is en Henry Tudor achteraf de geschiedenis vervalste. Edmund, de hertog van Edinburgh, staat aan de vooravond van de Slag bij Bosworth in 1485, als tweede zoon van de kroonprins Richard (Brian Blessed). In complete kolderstijl komt Edmund te laat aan bij de slag, maar slaagt er toch in een onbekende te doden die zijn paard aan het stelen is. Deze onbekende blijkt koning Richard III van Engeland te zijn. Toch winnen de Plantagenets de slag tegen het Huis Tudor, hoewel in het echt het omgekeerde waar was.
Zijn vader, Richard, wordt nu koning Richard IV en Edmund wordt tweede in lijn voor het koningschap. Samen met zijn bediendes Baldrick en Percy vormt hij zich om tot The Black Adder, met als uiteindelijke doel het koningschap. Elke poging mislukt. In een laatste wanhoopsdaad huurt hij een groep van de "gevaarlijkste mannen van het land" in. Dezen keren zich echter tegen Edmund. Lord Percy probeert te helpen door de wijnvoorraad van het kasteel te vergiftigen. Hierdoor komen echter alle leden van de koninklijke familie, inclusief Edmund zelf, om het leven, waarna Hendrik VII van Engeland de troon overneemt.
In de serie zitten veel verwijzingen naar onder andere Macbeth van William Shakespeare, zoals de voorspellende heksen.

### Blackadder II
Deze serie speelt zich af in de Elizabethaanse tijd. Edmund Blackadder is nu geen koningszoon meer, maar een edelman aan het hof van Elizabeth I. Percy is nu ook een edelman en Baldrick is Edmunds oerdomme hulpje. Lord Melchett is de hoflakei van de koningin. In één aflevering heeft de komiek Rik Mayall een bijrol als "Lord Flashheart". De zeden en gewoonten in die tijd brengen met zich mee, dat er letterlijk koppen moeten rollen. Soms probeert Baldrick als cipier zelf een achterstand weg te werken bij de executies, waarna er toch nog iemand gratie krijgt. Bij de onvermijdelijke huwelijksplannen voor de 'Virgin Queen' zien de edelen een rol voor zichzelf weggelegd.
Aan het eind van de serie worden Blackadder en Melchett ontvoerd door Ludwig de onverwoestbare (een meester in vermommingen), die onder een hoedje speelt met de Spaanse Inquisitie. Ludwig slaagt er bijna in de koningin te doden, ware het niet dat Blackadder net op tijd kwam om zijn snode plannen te verijdelen. Maar na de titels blijkt dat Ludwig als de koningin verkleed iedereen heeft vermoord.

### Blackadder the Third
Edmund Blackadder is nu slechts de sluwe en diefachtige butler van de randdebiel van een prins-regent, de latere koning George IV van Engeland. De serie maakt vele zinspelingen op grote historische gebeurtenissen, zoals dat de Slag bij Trafalgar plaatsvond op aanraden van de als prins vermomde Blackadder.
Op het einde van de serie wisselt Blackadder van identiteit met de prins-regent. De psychisch gestoorde koning George III van Engeland meent hem te herkennen als zijn zoon.

### Blackadder Goes Forth
Nu komen er helemaal geen gekroonde hoofden meer bij kijken. Blackadder is in deze vierde serie slechts kapitein aan het front tijdens de Eerste Wereldoorlog.
Centraal thema in elk van de zes afleveringen zijn Blackadders intriges om te voorkomen dat hij over the top wordt gestuurd: de loopgraven uit om de vijand aan te vallen, een zekere dood tegemoet. Ook bevat deze serie een van de weinige momenten dat Blackadder iets voor een ander doet: als er een knappe verpleegster van het vuurpeloton moet worden gered, onderneemt hij actie die niet strikt op eigenbelang gericht is. In een aflevering keert de komiek Rik Mayall terug in een grote rol als "Lord Flashheart", een playboy-piloot.
Aan het eind van de laatste aflevering moet Blackadder alsnog 'over the top', in gezelschap van de al sinds eeuwen onafscheidelijke Baldrick. Dit is wellicht het enige moment in alle series dat ernstig genoemd kan worden. Hoe het de personages nadien vergaat, wordt niet getoond, maar de special "Blackadder Back and Forth" uit 1999 suggereert dat Blackadder het op een of andere manier heeft overleefd.

## Blackadder-familie
In de loop van de series en de speciale tv-afleveringen worden de belevenissen van vele Blackadders vertoond. Daarnaast zijn er ook een aantal geschreven teksten die het verhaal van de familie nog wat verder uitdiepen. De belangrijkste van deze bronnen is het boek Blackadder: The Whole Damn Dynasty.

### De familiegeschiedenis tot aan 1485
Blackadder: The Whole Damn Dynasty vermeldt dat de dynastie van de Blackadders al begon toen de eerste mensen de Britse eilanden betraden rond 800 v.Chr. De vroegst bekende Blackadder zou een druïde zijn genaamd Edmun, die tegen zijn zin als opzichter werkte bij de constructie van Stonehenge. Bij de dwangarbeiders die Stonehenge bouwden en waarover Edmun het opzicht voerde, zat ook degene die bekend kwam te staan als Bad Reek ("Kwade Reuk") vanwege de walgelijke gassen die uit zijn lichaamsopeningen ontsnapten.
De Romeinen arriveerden in 54 v.Chr.. Ene Blaccadda werd verbannen na het beledigen van koningin Boudicca van de Iceni, met de tekst: The Queen Obviously is a Dyke. In de special Blackadder Back & Forth wordt grofweg in deze periode nog een andere verwant getoond, centurion Blackaddicus, die samen met legionair Baldricus gelegerd is op de Muur van Hadrianus. Na de Romeinse Tijd is het eeuwenlang stil rondom de Blackadders.
De volgende vermelding is pas uit 1066 als de hertog D'Blackadder door Willem de Veroveraar in de adelstand werd verheven vanwege zijn suggestie het Domesday Book aan te leggen. De opgave daarin voor Blackadder Castle luidt: "Absoluut niets te vinden hier." In de proloog van Blackadder Back & Forth wordt overigens ook een Blackadder getoond op het Tapijt van Bayeux, die beschaamd wegloopt als Harold een pijl in zijn oog krijgt.
Blackadder the Chickenheart leefde onder Richard the Lionheart, maar had weinig op met alle kruistochten. De Blackadders doen in die periode opnieuw niet veel. Tijdens de Honderdjarige Oorlog hielden alle Blackadders zich ook schuil, en tijdens de Rozenoorlogen kweekten ze zo veel mogelijk rozen om makkelijk over te kunnen lopen.

### 1485 - 1498
Hoewel de relatie met de voorvaders niet geheel duidelijk is, wordt in de eerste serie van Blackadder duidelijk dat prins Edmund The Black Adder een achterneef is van koning Richard III van Engeland. In tegenstelling tot de "vervalste" geschiedenis, won Richard III de Slag bij Bosworth in 1485, maar werd hij net naast het slagveld per ongeluk door Edmund gedood. Richard III werd opgevolgd door zijn neef Richard IV, een van de prinsjes die in de Tower zouden zijn vermoord volgens instructie van Richard III en kan de vader van Edmund The Black Adder dus worden geïdentificeerd als Richard van Shrewsbury.
Na de kroning van zijn vader in 1485 is Edmund The Black Adder zowel aartsbisschop van Canterbury geweest als - heel kort - koning van Engeland.

### 1498 - 1603
Na de dood van Edmund The Black Adder komt de macht uiteindelijk in handen van Hendrik VII, die daarvoor Henry Tudor heette en door Edmund The Black Adder was gered na de Slag bij Bosworth.
Hendrik VII werd in 1509 opgevolgd door zijn zoon, Hendrik VIII. Volgens Blackadder - The Whole Damn Dynasty was een zekere kardinaal Blackadder een trouwe dienaar van de koning, maar vermoordde de kardinaal de koning toen deze hem erop betrapte zichzelf aan een aantal titels te helpen.
Hoewel kardinaal Blackadder pogingen deed om in de gunst te komen van Hendrik VIII's opvolger Eduard VI, mede door hem scepters te sturen met de smaak van marmite, is dat duidelijk niet gelukt. Eduard VI stierf jong en werd opgevolgd door zijn zuster Bloody Mary. In deze periode hielden kardinaal Blackadder en zijn zoon Lord Edmund zich op de achtergrond, totdat Mary in 1558 stierf en werd opgevolgd door haar halfzuster Elizabeth. Zoals uit de tweede serie van Blackadder blijkt, was Lord Edmund een vertrouweling aan het hof van Queenie Elizabeth.

### 1603 - 1914
In 1603 komen de Stuarts op de troon. In de periode van de burgeroorlog is Sir Edmund Blackadder een van de laatste monarchisten, die de koning schuilhoudt. Uiteindelijk was hij zelf echter de beul met de verantwoordelijkheid om het hoofd van zijn koning en meester af te hakken, zoals vertoond wordt in Blackadder - The Cavalier Years.
Na het herstel van de monarchie in 1660 is de hertog van Blackadder een generaal van koningin Anna (net zoals de hertog van Marlborough). Hij verloor echter de Slag om Shithole, wellicht omdat de koningin hem een kasteel beloofd had, dat ze zou vernoemen naar zijn eerstvolgende overwinning.
Na dit hoogtepunt zette een periode van snel verval in. Waar de leden van de dynastie ooit hertogen en Lords waren, was in de periode van de Regency een van de bekendste telgen uit dit geslacht een butler in dienst van de prins-regent, de latere George IV, hoewel de derde serie van Blackadder onthult dat hierin een persoonsverwisseling heeft plaatsgevonden en deze latere koning eigenlijk Edmund Blackadder is en er dus na 3 eeuwen weer een Blackadder op de troon van Engeland zat, zij het onder een aangenomen naam. Bovendien produceerde hij als koning geen legitieme opvolger.
Ebenezer Blackadder leefde onder koningin Victoria, en was zo gul dat de koningin hem wenste te belonen met een titel en fortuin. Daar Ebenezer de avond voor kerstmis een visioen van zijn voorouders en nazaten gezien had, besloot hij om zich net zoals hen te gedragen, waarop de beloning aan zijn neus voorbij ging.
Tijdens de preutse Victoriaanse periode besloten veel Blackadders Engeland te verlaten om hun geluk elders in het Britse rijk te beproeven. Een zekere Lt. Edmund Blackadder, VC, van de 21e/34e Lansiers, zou aanwezig zijn geweest bij de onderhandelingen over Rorke's Drift en daar de onsterfelijke laatste woorden uitsprak: "Nou, houd die verdomde plaats dan maar!"
'Elegante Eddie' Blackadder schreef in dezelfde periode diverse variété-nummers. Een zekere Isambard Kingdom Blackadder was werkzaam in de Tweede Industriële Revolutie. Tegen het einde van de negentiende eeuw ontdekte natuurkundige E.E. Blackadder niet veel meer dan een klein gaatje aan de zijkant van zijn BIC balpen.
Een Dr Blackadder zou in 1901 het overlijden van koningin Victoria hebben bijgewoond (een verwijzing naar Joseph Bell). De 8 jaar daarna gebeurde weinig, totdat Captain Blackadder in 1909 beweerde de Zuidpool te hebben bereikt - niet alleen vóór Scott, maar zelfs voor Roald Amundsen.
Edmund Blackadder, de hoofdrol in de laatste serie, ging in 1888 in het Britse leger. Hij ontving de Military Medal voor zijn onbaatzuchtige optreden bij de Slag van Mboto in 1892, toen hij een mango-depot opblies, terwijl hij onder vuur lag van een regen van blauwe bosbessen. Bij deze slag redde Blackadder ook het leven van Douglas Haig, toen deze door een vrouwelijke Pygmee werd aangevallen met een gescherpte mango. Hij werd bevorderd tot kapitein en naar Frankrijk opgeroepen. Daar start de vierde serie.

## Na de Eerste Wereldoorlog
Over de periode na de Eerste Wereldoorlog wordt in alle teksten en televisieshows weinig duidelijk. In de geneeskunde zou een zekere Dr Blackadder in feite penicilline uitgevonden hebben op de woensdag voordat Sir Alexander Fleming hetzelfde deed. Blackadder zou het weggegooid hebben omdat hij dacht dat de naam niet pakkend genoeg was. In het jaar 2000 verschenen nog enkele moderne Blackadders op de televisie.

### Baldrick
Het leven van de Blackadder-familie is direct verbonden met dat van de Baldrick-familie, waarvan eveneens meerdere nakomelingen worden gezien. Al deze nakomelingen zijn lijfeigenen/handlangers van de Blackadders.

## Rolverdeling
Rowan Atkinson speelt in alle series de hoofdrol als Blackadder, en Tony Robinson speelt zijn hulpje Baldrick.
Iedere serie heeft verder ongeveer dezelfde acteurs, maar in verschillende rollen:
- Stephen Fry: Melchett
  - Lord Melchett (Blackadders rivaal), adviseur van koningin Elizabeth I, seizoen 2 en Blackadder's Christmas Carol
  - Generaal Sir Anthony Cecil Hogmanay Melchett, Blackadders domme meerdere, afstammeling van Lord Melchett, seizoen 4
  - Bisschop Flavius Melchett - Blackadder Back and Forth
  - Generaal Melchecus - Blackadder Back & Forth
  - De hertog van Wellington, geen Melchett, maar wel een voorganger van de Melchett uit seizoen 4 (vooral vanwege de uitroep "Behh!"), seizoen 3
    - In de specials Blackadder: The Cavalier Years en Blackadder and the King's Birthday speelde Fry respectievelijk de Britse koningen Karel I en Karel II.
- Tim McInnerny: Percy en Darling
  - Percy, hertog van Northumberland, een domme helper van Blackadder in seizoen 1
  - Lord Percy Percy, met min of meer hetzelfde karakter als zijn voorvader, in seizoen 2
  - Le Comte de Frou Frou (in werkelijkheid The Scarlet Pimpernel) in seizoen 3 (gastrol)
  - Kapitein Kevin Darling, assistent van Melchett en Blackadders rivaal in seizoen 4
  - Aartsdiaken Darling, assistent van Melchett in Blackadder Back and Forth
  - Hertog van Darling, assistent van Wellington in Blackadder Back and Forth
- Miranda Richardson: Elizabeth, en diverse andere dames
  - Koningin Elizabeth I ("Queenie") in seizoen 2, Blackadder's Christmas Carol en Blackadder Back and Forth
  - Amy Hardwood in seizoen 3 (gastrol)
  - Zuster Mary Fletcher-Brown in seizoen 4 (gastrol)
  - Lady Elizabeth, een moderne versie van de koningin, in Blackadder Back and Forth
  - Koningin Asphyxia XIX, heerseres over een galactisch rijk, in Blackadder's Christmas Carol
- Hugh Laurie: George
  - Prins George in seizoen 3
  - Luitenant George in seizoen 4
  - Ludwig de Onverwoestbare in seizoen 2 (gastrol)
  - In seizoen 2, aflevering "Beers", een van de drinkebroers van Blackadder
  - William Shakespeare in The Shakespeare Sketch
- Gabrielle Glaister: Bob, een jonge vrouw verkleed als man, als gastrollen in seizoen 2 (ware naam bleek Kate) en seizoen 4
- Rik Mayall: Lord Flashheart, Blackadders succesvolle rivaal (gastrollen in seizoen 2 en 4)
  - Mayall speelde tevens een Flashheart-achtige Robin Hood in Blackadder Back and Forth

Zie ook: Lijst van personages uit Blackadder

## Toekomst
In januari 2005 maakte Tony Robinson bekend dat Rowan Atkinson serieus nadacht over een vijfde reeks voor de serie. Deze zou zich af gaan spelen in de jaren 60 van de 20e eeuw, en draaien om een rockband genaamd de "Black Adder Five" (met onder andere Baldrick – alias 'Bald Rick' – als de drummer). In 2007 had hij het nogmaals over dit idee, maar nu als zijnde het idee voor een Blackadder-film. BBC heeft echter niks onthuld over plannen voor een vijfde reeks. Het maken van een vijfde reeks zou bemoeilijkt worden door het succes van Hugh Laurie in Amerika met House M.D.
Er zijn in de loop der tijd meer plannen geweest voor een vijfde reeks, zoals een reeks waarin Baldrick de ware moordenaar van John F. Kennedy zou blijken te zijn, een parodie op Batman met Baldrick als Robin (dit idee werd later de basis voor de Comic Relief-sketch "Spider-Plant Man") en Star Adder, dat zich af zou spelen in de verre toekomst.

## Humor
De serie maakte het gebruik van de metafoor en de hyperbool voor komisch effect populair. Een aantal voorbeelden hiervan zijn:
- Madder than Mad Jack McMad, winner of last year's Mr. Madman competition. (Gekker dan Gekke Gerrit van der Gek, winnaar van de Mr. Gekverkiezing van vorig jaar.)
- I've got a plan so cunning, you could put a tail on it and call it a weasel. (Ik heb een plan dat zó uitgekookt is dat je er een staart aan kan zetten en het een wezel kunt noemen)
- As cunning as a fox who's just been appointed Professor of Cunning at Oxford University. (Zo sluw als een vos die net benoemd is tot Professor in de Sluwheid aan de Universiteit van Oxford.)
- I'm as happy as a Frenchman who's just invented a pair of self-removing trousers. (Ik ben zo blij als een Fransman die zojuist de zelfverwijderende broek heeft uitgevonden.)
- I'm as weary as a dog with no legs that's just climbed Ben Nevis. (Ik ben zo moe als een hond zonder poten die zonet de Ben Nevis heeft beklommen.)